# La Secuita
La Secuita – niewielkie liczące nieco ponad 1,5 tys. miasto w Katalonii w Hiszpanii w prowincji Tarragona. Główna działalność gospodarcza miasteczka opiera się na rolnictwie, kładąc nacisk na uprawę winorośli i orzechów laskowych. Na granicy miasta i Perafort znajduje się stacja kolei dużych prędkości Camp de Tarragona.